# Шиповская волость
Шиповская (Уильская) волость — волость в составе Калмыковского уезда, затем Темирского уезда Уральской области Российской Империи, позднее Ак-Булакского уезда Актюбинской губернии. В настоящее время территория входит в состав Казахстана.

## История
Волость образована в 1886 году по инициативе Военного губернатора Уральской области и Наказного атамана Уральского казачьего войска генерал-майора Николая Николаевича Шипова; земли для крестьян были отведены из участка (80 тысяч десятин), принадлежащего бывшему военному Уильскому укреплению (ныне село Уил (Ойыл) Уилского района Актюбинской области Республики Казахстан).
В 1899 году волость выделена из Калмыковского уезда и отошла к Темирскому уезду.
На 1923 год волость состояла из одного поселка Уильский.